# Црква Светог Арсенија Српског у Гјумрију
Црква Светог Арсенија Српског (рус. Храм Святителя Арсения Сербского) црква је Јереванско-јерменске епархије Руске православне цркве, који се налази у јерменском граду Гјумрију.

## Историја
Црква је подигнута седамдесетих година 19. вијека, а освећена је 1910. године. У совјетско вријеме, тридесетих година 20. вијека, куполе су уништене. Након тога је коришћена као сиротиште, филмски клуб и штала.
По благослову патријарха московског и све Руси Кирила 2010. године су почели радови на обнови, црква је поново освећена, почеле су да се служе литургије и спроводе богослужења.